# Thomas D'Arcy McGee
Pour les articles homonymes, voir D'Arcy McGee, D'Arcy et McGee.
Thomas D'Arcy McGee, né le 13 avril 1825 à Carlingford et mort le 7 avril 1868 à Ottawa, est un journaliste et homme politique canadien. Il est l'un des 36 pères de la Confédération.

## Biographie

### Journaliste
Né à Carlingford en Irlande le 13 avril 1825, il émigra aux États-Unis en 1843 à l'âge de dix-sept ans. Il fut bientôt engagé au journal de Patrick Donahoe, un journal catholique de Boston au Massachusetts appelé le Boston Pilot. Quelques années plus tard, il revint en Irlande où il commença sa vie politique, devenant éditeur pour le journal nationaliste Nation. Son appui aux Féniens, avant-coureurs du Sinn Féin, et son implication dans le soulèvement armé de Tipperary en 1848 résulta en son arrestation. McGee s'échappa du pays et revint aux États-Unis.
Aux États-Unis, il trouva des publications irlando-américaines à New York et à Boston, et appuya généralement la cause des immigrants. En 1857, il partit pour le Canada où il établit la revue New Era à Montréal au Québec. Politiquement actif, il réaffirma ses sentiments anti-britanniques dans sa revendication en faveur de l'indépendance canadienne du Royaume-Uni.

### Carrière politique
En 1858, il fut élu à l'Assemblée législative du Canada où il travailla pour la création d'un Canada indépendant.
Ne modérant pas ses opinions radicales irlandaises, McGee dénonça la fraternité fénienne en Amérique qui souhaitait envahir le Canada à partir des États-Unis. Une partie des féniens américains envoya une armée d'invasion en 1866 qui fut repoussée et arrêtée par les autorités américaines. Les Canadiens durent vivre dans la crainte d'une invasion fénienne plus grande que la dernière pendant plusieurs années.
McGee fut élu au premier Parlement canadien en 1867 en tant que député libéral-conservateur représentant la circonscription de Montréal-Ouest.

### Assassinat

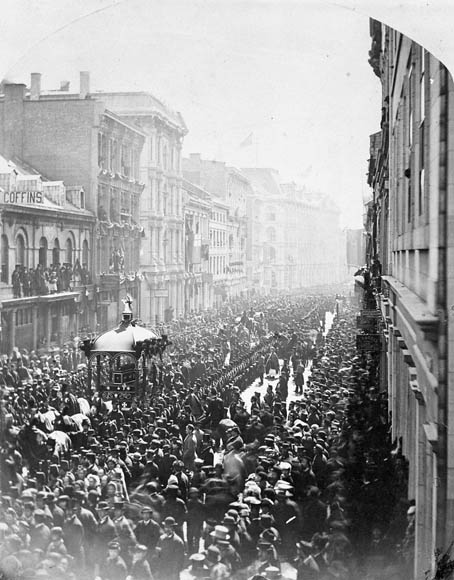
Cortège lors des funérailles de D'Arcy McGee en 1868.

Le 7 avril 1868, à l'âge de 42 ans, six jours avant son 43e anniversaire, D'Arcy McGee fut assassiné à Ottawa, en Ontario, par le tailleur irlandais Patrick James Whelan, un sympathisant fénien. Celui-ci fut déclaré coupable le 15 septembre 1868. Jusqu'à la fin, Whelan jura de son innocence dans cette affaire. Il fut cependant pendu le 11 février 1869. Sa culpabilité fait aujourd'hui l'objet d'un débat d'historiens et son cas a été dramatisé dans la pièce de théâtre Blood On The Moon. Le chanteur Alex Sinclair a écrit la chanson Hangman's Eyes à propos de Whelan. Ce meurtre figure comme l'un des rares cas d'assassinats politiques dans l'histoire canadienne et le seul au niveau fédéral.
L'édifice Thomas D'Arcy McGee du gouvernement fédéral est situé près du lieu de l'assassinat.
D'Arcy McGee fut enterré au cimetière Notre-Dame-des-Neiges à Montréal au Québec.

## Héritage

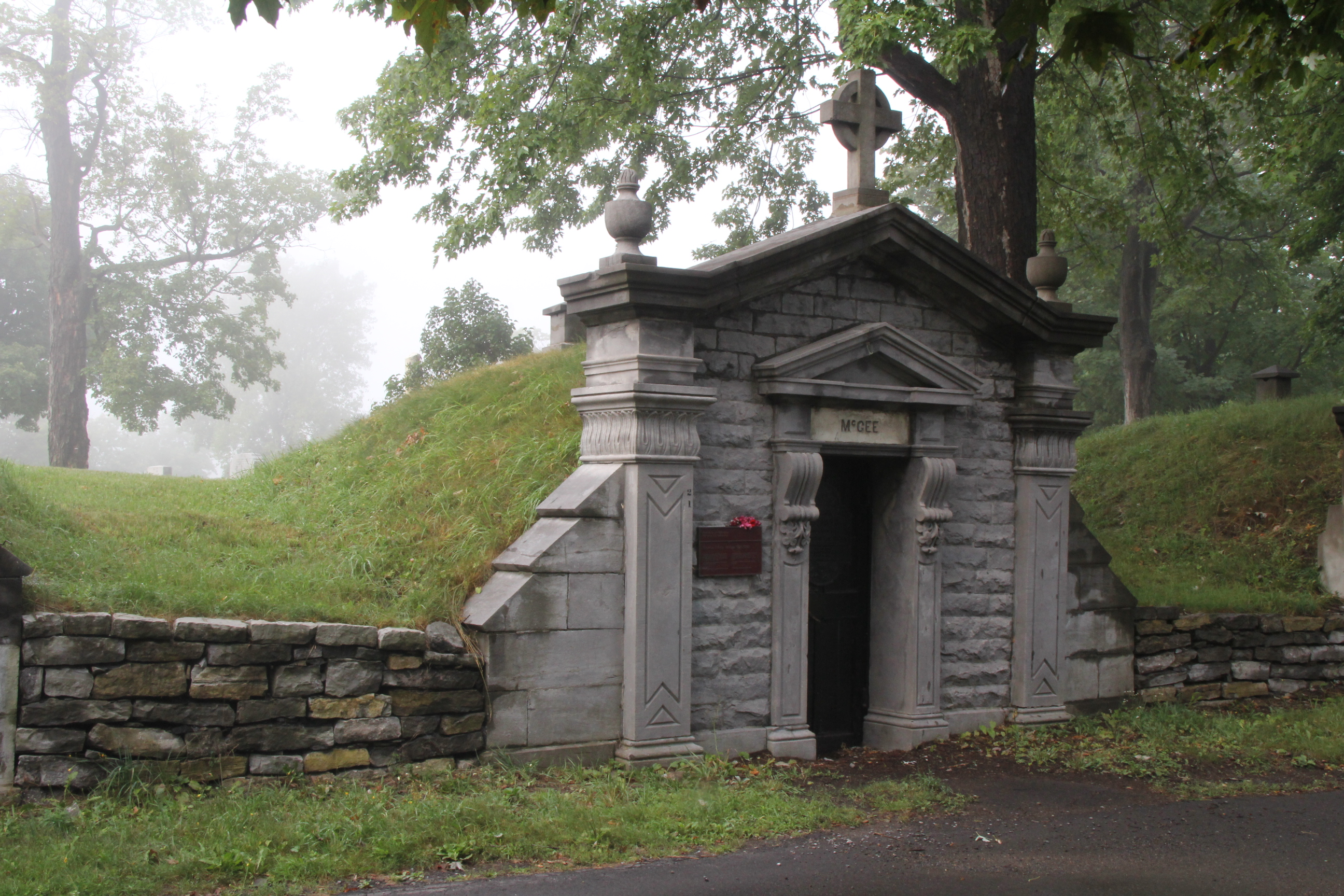
Tombeau de D'Arcy McGee.

En mai 2005, le fusil qui a tué D'Arcy McGee a été vendu pour le prix de 105 000 dollars canadiens au Musée canadien des civilisations. En 2000, Bibliothèque et Archives Canada était en possession de la balle, mais depuis la vente de l'arme à feu, l'organisation a informé la Gendarmerie royale du Canada que cette balle avait disparu pendant les cinq dernières années.
Un pub au centre-ville d'Ottawa à quelques pas de la colline du Parlement porte son nom et est très fréquenté par les hommes politiques canadiens.